# 地球温暖化に関する動きの歴史
地球温暖化に関する動きの歴史（ちきゅうおんだんかにかんするうごきのれきし）では、地球温暖化の研究、対策などの歴史を述べる。

## 概要
地球温暖化のリスクが一般に認知され始めたのは1980年代の末である。しかし地球温暖化に対する懐疑論や、緩和策の費用対効果を疑問視する意見などにより、実際に削減義務を伴う対策が始まるまでに多くの議論が行われた。温暖化が「疑う余地がない」(AR4) とのコンセンサスを得て、対策の必要性が広く認識されるまでに約20年間の時間を要した。

## 学術面での動きの経過
1827年にジョゼフ・フーリエが温室効果を発表、1861年にジョン・ティンダルが水蒸気・二酸化炭素・オゾン・メタンなどが主要な温室効果ガスであることを発見するとともに地球の気候を変える可能性を指摘した。これらの研究をベースに1896年、スヴァンテ・アレニウスは自身の著書『宇宙の成立』の中で、石炭などの大量消費によって今後大気中の二酸化炭素濃度が増加すること、二酸化炭素濃度が2倍になれば気温が5〜6℃上昇する可能性があることなどを述べた。このころは、二酸化炭素による冷害防止に触れた『グスコーブドリの伝記』（宮沢賢治、1932年）などに見られるように、一部には浸透していたものの、こういった科学知識が一般に広く認知されるには至っていなかった。
一方、20世紀の中頃、ますます顕著になってきていた公害（環境汚染）を取り巻く環境が一変した。住民の意識の高まりや汚染当事者の責任が明確になるとともに、行政の責任も高まった。学術面でも、公害に関連した環境全般の研究が盛んになる中で、行政が研究を推進する動きが出始め、マスメディアは環境問題を大きく取り上げるようになった。
1960年代に『沈黙の春』を契機として大きな問題となった化学物質汚染、経済において環境に配慮する必要性を促した1972年の『成長の限界』と、次第に環境問題が対象とする分野は広がっていった。その流れの中で、地球の気候も対象となりつつあった。
1938年には、キャレンダーが二酸化炭素濃度と地球の平均気温の上昇を報告し、地球の気温と二酸化炭素の関係性を実測として初めて指摘していた。1959年、ロジャー・ルベールとハンス・スースは、大気と海洋の二酸化炭素濃度をさらに精密に測定する必要性を訴えた。その前年の1958年には、ルベールとチャールズ・キーリングがハワイのマウナロア山頂と南極で二酸化炭素濃度の計測を始めていた（1957年・1958年はちょうど国際地球観測年であった）。
しかし、1940年代から1970年代にかけて、地球の気温は低下傾向に入っていた。地球の気温上昇に関する議論や研究は下火になり、代わって気温低下に関する研究が盛んになっていた。1960年代には、地球の気温低下に関する研究結果がいくつか発表された。ミランコビッチ・サイクルの変化によって氷期になる (conference on climate change -  Boulder, Colorado, 1965) というもの、数千年以内に次の氷期が到来するというもの (Cesare Emiliani, 1966) などがあった。ただ、氷期が到来する具体的な原因は、まだはっきりとは明らかにされていなかった。
1970年代に入って、エアロゾルや二酸化炭素が気候に与える影響について研究がなされたが、具体的に将来の気候がどのように寒冷化して行くかという予測までは至らなかった。しかし、1975年4月28日のニューズウィークの記事"The Cooling World"を筆頭に、マスメディアでは「氷期が近づいている」という報道が先行してしまったことで、マスメディアや市民の間では、さも学術的な裏づけがあるかのような認識が生まれていた。
ただ、大気の鉛直温度分布のモデルが示される (真鍋, Strickler, 1964)とともに、モデルに基づいて「二酸化炭素濃度が2倍になると気温が2.4℃上昇する」との試算が示されたり (真鍋, Wetherald, 1967)、（いまのところ大気汚染の冷却効果が上回っているが）二酸化炭素の急増により温室効果が増強されるという研究 (Paul Erhlich, 1968)が発表されるなど、着実に地球の気候に関する理解は進んでいた。
1969年、国際科学会議 (ICSU) によって、環境問題を扱う初めての世界的学術団体となる環境問題科学委員会 (SCOPE) が設立される。また、1979年2月に開催された世界気候会議では、具体的な気候研究の計画の概要を定め、研究データの利用を推進することなどを規定した世界気候計画が採択される。
1979年、スリーマイル島原子力発電所事故の発生後、アメリカ合衆国大統領行政府科学技術政策局から「気候に対する人為起源 CO2 の影響」について諮問を受けた全米科学アカデミーがこれらの学術報告をまとめ、「21世紀半ばに二酸化炭素 (CO2) 濃度は 2 倍になり、気温は 3 ± 1.5 ℃ (1.5 – 4.5 ℃) 上昇する」とするチャーニー報告を発表した。
1980年代には、地球の気温も上昇傾向に転じ、温暖化に関する研究も進展していった。1985年10月には、フィラッハで地球温暖化に関する初めての世界的な学術会議としてフィラッハ会議が開催され、「21世紀半ばには人類が経験したほどのない規模で気温が上昇する」との見解を発表した。1988年8月には、世界気象機関 (WMO) と国連環境計画 (UNEP) の共同で気候変動に関する政府間パネル (IPCC) が設立される。
1990年8月、IPCCは膨大な数の学術的報告を集約して評価を行い、第1次評価報告書にて、21世紀末までに地球の平均気温が約3℃、海面が約65cm上昇するとの具体的予測を発表した。このころには、学術的にも「地球寒冷化説」は過去の説となりつつあり、地球温暖化説が定着しはじめた。1992年6月にリオデジャネイロで開かれた環境と開発に関する国際連合会議（地球サミット）では、気候変動枠組条約が採択され、国際政治は全世界規模での地球温暖化対策が議題に上り始めた。
その後、IPCCは第2次評価報告書、第3次評価報告書を順次発表し、地球温暖化の研究や予測の精度が向上していった。第3次評価報告書においては、下記のような結論が示された。
- この半世紀の温暖化の大部分は、人間活動が原因と考えられる。
- 人間活動が大気中の温室効果ガスの濃度と放射強制力を増加させ、21世紀中もそのトレンドを支配すると考えられる。
- 平均地上気温は今世紀末までに、1990年に比べて1.4〜5.8℃上昇すると予測される。これに伴い、海水準の上昇や大規模な気候変化が懸念される。

この報告書では研究の不足する点についてなおも空白を埋める必要性を指摘しつつも、それによる不確実性を考慮してもなお人為的な温暖化のリスクが大きいことを警告した。
一方で、各国政府が独自に科学的・経済学的・政治学的な調査報告を行う動きもあった。アメリカでは1990年から始まった地球変動研究法による最初の全米気候評価報告書 (NCA) が2000年11月に出された。
2006年末には、イギリス政府の委託により、学術的な知見を経済学的な面から見て以下のような内容に集約したスターン報告が発表された。
- このまま温暖化ガスの排出を続ければ今世紀末にはGDPの20%にも相当する大きな被害のリスクがあり、温暖化を抑制するコストの方が遙かに小さくなる。
- 「気候変動に対する早期かつ強力な対策の利益は、そのコストを凌駕する」と指摘。

これに追随する形で、オーストラリアのガーナー報告 (Garnaut Report)（2008年9月）なども出された。
2007年には最新のIPCC第4次評価報告書 (AR4) が発表され、このような予測の確度がさらに向上すると共に、人類が有効な対策を既に有していること、対策費用も含めた今後の被害を最小に抑えるには、現状よりも大規模かつ早急な対策が必要であることも重ねて指摘されている。
このように、地球温暖化が人為的なものであり、早急な対策が必要であることは国際的かつ学術的（科学的）なコンセンサスとなっている。これに異議を唱える者もいる（地球温暖化に対する懐疑論を参照）が、2007年7月に米国石油地質協会 (AAPG) がその意見を変えて以来、近年の温暖化に対する人為的影響を否定する国際的・公的な学術組織は無いとされる。

## 国際政治の動きの経過
1972年6月、ストックホルムで国際連合人間環境会議が開かれた。これは地球規模で行われた初めての環境問題の会合であり、国連環境計画 (UNEP) が設立されるなど一定の成果を挙げた。
1970年代頃までは、「地球寒冷化」が学会の定説となりつつあった。しかし、温暖化に関する研究結果が充実してくるにつれ、1970年代後半から学会の方向も変わってきた。世界気象機関 (WMO) 主導で1979年2月にジュネーヴで開かれた世界気候会議では、気候変動全般について学術的な話し合いが行われるとともに、気候変動研究をさらに推進する「世界気候計画」を採択した。1984年には国連の環境と開発に関する世界委員会 (WCED) が発足、1985年のフィラッハ会議の報告によって学会は大方が地球は温暖化するとの見方に傾いていたが、国際政治や市民の間ではまだ方向性が見えていなかった。
ただ、地球温暖化説が浸透するにつれ、「オゾン層の破壊（オゾンホール問題）」と同様に、「人為的な原因を除いては説明できないため、それを制限する」という考えに基づく会議の必要性が取り沙汰されるようになった。地球温暖化を含めた気候変動に関する問題が初めて話し合われたのが、1987年11月にベラジオで開かれたベラジオ会議であった。
1988年6月23日、アメリカ上院エネルギー委員会の公聴会において、NASA所属のJ.ハンセンが行った「最近の異常気象、とりわけ暑い気象が地球温暖化と関係していることは99%の確率で正しい」との発言が、「地球温暖化による猛暑説」と報道された。これを契機として、当時の『ニューズウィーク』誌等の雑誌やTV放送等のメディアを通して、地球温暖化説が一般に広まり始めた。
公聴会の議長を勤めた上院議員のティモシー・ワースは過去の気象から最高気温が記録された日を公聴会の開催日に選び、当日は委員会の冷房を切るなどの行為を行ったといわれている。この年8月には、気候変動に関する政府間パネル (IPCC) が設立された。その後、ティモシー・ワースは1997年にCNNの創業者であるテッド・ターナーによる10億ドルの資金提供によって設立された環境問題（特に、地球温暖化問題）への取り組みを活動の柱とする国連財団の筆頭理事に就任した（国連財団会長はテッド・ターナー、専務理事はエンマ・ロスチャイルド）。
その後、1988年10月にはトロント会議において「先進国が2005年の二酸化炭素排出量を1988年より20%減らす」という数値目標（トロント目標）が初めて提示され、行政レベルでの活動のきっかけとなった。1989年11月の大気汚染と気候変動に関する環境大臣会議では温室効果ガス排出量の安定化に初めて言及するノールトヴェイク宣言を採択した。アルシュサミット、ヒューストンサミットでも地球温暖化問題が話し合われた。
1990年11月に開かれた第2回世界気候会議では地球温暖化防止に向けた条約の交渉が開始し、翌月気候変動に関する枠組条約交渉会議が設立され、数回にわたる議論を経て1992年5月に決定した。1992年6月にはリオ・デ・ジャネイロで環境と開発に関する国際連合会議（地球サミット）が開かれ、気候変動枠組条約 (UNFCCC) を採択した。UNFCCCでは定期的な会合（気候変動枠組条約締約国会議、COP）の開催を規定するなど、気候変動に関する議論を後押しするものであった。そこで中心的役割を果たしたのが、当時ブラジル環境大臣でもあった原子物理学博士ホセ・ゴールデンバーグである。
1995年のCOP1および1996年のCOP2では、地球温暖化対策の必要性が合意されるとともに、温室効果ガスの削減目標や削減手法について協議を行った。ただ、意見の対立に伴う議論の停滞や先送りといった問題も続出した。
1997年のCOP3では、初めて具体的に排出量の削減を義務づける内容を盛り込んだ京都議定書が議決された。これは世界的に様々な温暖化の緩和策の進展を促すこととなった。しかし主要な排出国である中国に削減義務が無かったり、また国によって義務の厳しさが異なるなどの規定は、その後も議論の焦点となった。
これ以降のCOPでは、京都議定書の運用事項について細かい部分まで協議が進められ、2001年のCOP7では、最終的な合意（マラケシュ合意）に至った。2002年に開かれた持続可能な開発に関する世界首脳会議やこれ以降のCOPでは、対策に関して途上国と先進国の南北問題による対立も濃くなっていった。ただ、IPCC第3次評価報告書やスターン報告などにおいて科学的にリスクの大きさと対策の必要性がより確かになるにつれ、政治や経済の場においても地球温暖化への対策が検討されることが増えていった。
2005年には京都議定書が発効し、法的にも削減義務が発生した。2007年末の時点では、欧州などは再生可能エネルギーの普及を中心とした強力な政策により、最も厳しい-8%の義務を達成する見込みである。その一方で義務の無い中国の排出量は激増し、米国が離脱し、カナダも目標達成をあきらめ、日本も排出量を増やすなど、各国の達成状況はまちまちである。
また温室効果ガスの削減としては、現在京都議定書による削減目標提示が最も大規模なものであるが、スターン報告やIPCC第4次評価報告書により集約された科学的知見によれば、それよりも一桁多い削減量が必要とされている。このため京都議定書以上の削減目標（ポスト京都議定書）についての議論も現在行われている。
2007年のハイリゲンダムサミットにおいては、議論の末に「温室効果ガスを2050年までに半減する」との合意が為された。しかしどの温室効果ガスをいつを基準に半減させるのかなど、詳細は規定されていない。
2007年9月28-29日には、アメリカ主導でエネルギー安全保障と気候変動に関する主要排出国会議が行われた。ここでは排出量削減目標を拘束力のないものにすること、次回の会議をCOP13以降に開催することが合意された。
2007年10月には、気候変動に関する活動に対してIPCCが、人為的な気候変動問題の啓発に対してアル・ゴアが、それぞれノーベル平和賞を受賞することが発表され、同年12月に受賞した。
2007年12月のCOP13においては、欧州やインドネシアによる数値目標導入の主張に日本や米国、カナダなどが反対し、また途上国と先進国との間での反発も顕在化した。辛うじて合意には至ったものの、数値目標の設定は見送られ、AR4の指摘への言及がなされるに留まった。こうした日米などの動きに対しては激しい批判も見られた。
このように、現時点では京都議定書以降の国際的な削減の道程は不明瞭である。その一方、京都議定書の目標達成の目処がついた欧州連合 (EU) では、2007年2月の環境相理事会において、2020年までに温室効果ガスの排出量を1990年比で20%削減する目標で合意するなど、更なる削減を推進している国々もある。

### ウェブ
- 温暖化対策の経緯 日本フルオロカーボン協会
- 動き始めた国際的な取り組み 地球環境キーワード辞典
- 京都議定書と日本の現状 - ウェイバックマシン（2004年9月7日アーカイブ分） 環境二行にゅーす
- 科学と政策との関係（地球温暖化問題を例として） 内閣府 第9回総合科学技術会議 月例科学技術報告、2001年8月30日